# Condado de Santa Teresa
El Condado de Santa Teresa es un título nobiliario español creado el 11 de diciembre de 1882, por el rey de España Alfonso XII, convirtiendo el pontificio título de Condesa de Cepeda, concedido por Pio IX a Teresa de Cepeda con breve del 16 de febrero de 1877 para perpetuar la memoria de tan gran Santa y mística doctora que fue Santa Teresa de Jesús, su antepasada.

## Condes de Santa Teresa
|                          | Titular                                                  | Periodo                  |
| Creación por Alfonso XII | Creación por Alfonso XII                                 | Creación por Alfonso XII |
| ------------------------ | -------------------------------------------------------- | ------------------------ |
| I                        | Teresa de Cepeda y Alcalde                               | ¨ 1882                   |
| II                       | Jesús de Pineda y Cepeda                                 | ¨ 1909                   |
| III                      | María de la Concepción Calderón y Pineda de las Infantas | 1946-1999                |
| IV                       | Felipe Calderón Valbuena                                 | 1999-2013                |
| V                        | Felipe Luis Calderón Calero                              | 2014-actual titular      |

## Historia de los condes de Santa Teresa
Los antepasados de los Condes de Santa Teresa: 
• Diego de Cepeda Álvarez, dos veces primo hermano de Santa Teresa de Jesús, como hijo de Francisco Álvarez de Cepeda y de María Álvarez de Ahumada, hermanos respectivamente de Alonso Sánchez de Cepeda y de Beatriz Dávila de Ahumada, padres de la Santa.
• Desde Diego de Cepeda, primo hermano de la Santa, a través de una larga serie comprobada de ilustres descendientes se llega a Teresa de Cepeda. Le sucede:
- Felipe Calderón Valbuena.[2]

Le sucede su hijo:
- Felipe Luis Calderón Calero, Actual Conde De Santa Teresa. Casado con María del Carmen De La Moneda Campos, hijos: Felipe Luis Calderón De La Moneda y Marta Calderón De La Moneda.